# Río Agura
El río Agura (del ruso: Агу́ра) es un corto río del Cáucaso Occidental que desemboca en la orilla nordeste del mar Negro. Está situado en el territorio administrativo del distrito de Josta de la unidad municipal de la ciudad de Sochi del krai de Krasnodar, en el sur de Rusia.

## Curso
Nace en las laderas meridionales del monte Alek, al este de Progrés. Su nombre, así como algunos otros de la región acabados en el sufijo -ra, como el río Laura (afluente del Achipsé, que lo es del río Mzymta), provienen del idioma abjaso y guardan relación con los nombres de ríos de la república de Abjasia, al sudeste. Discurre en sus 10 km de longitud inicialmente en dirección sur, hasta la confluencia en su orilla izquierda con su principal afluente, el Agurchik, tras la que vira al sudoeste para atravesar la cordillera de Ajún por el cañón del Agura y el conjunto de las cascadas de Agura, dejando a un lado las Rocas del Águila (Орлиные скалы, Orlinye skaly), que en la tradición local son a las que estuvo encadenado Prometeo, y alcanzar canalizado finalmente el mar Negro en las playas del complejo turístico Spútnik en el microdistrito Mali Ajún. Un camino, construido por los aficionados del club de montaña de Sochi en 1911, lleva hasta las cascadas. Tiene una cuenca de 30 km².